# Cunlhat
Cunlhat ist eine französische Gemeinde mit 1.301 Einwohnern (Stand: 1. Januar 2022) im Département Puy-de-Dôme in der Region Auvergne-Rhône-Alpes. Sie gehört zum Arrondissement Ambert und zum Kanton Les Monts du Livradois (bis 2015: Kanton Cunlhat).

## Geographie
Cunlhat liegt etwa 40 Kilometer ostsüdöstlich von Clermont-Ferrand im Regionalen Naturpark Livradois-Forez. Hier entspringt das Flüsschen Mende (Fluss), durchquert das Gemeindegebiet und entwässert zur Dore. Nachbargemeinden von Cunlhat sind Domaize im Norden und Nordwesten, Tours-sur-Meymont im Norden, La Chapelle-Agnon im Osten, Saint-Amant-Roche-Savine im Südosten, Auzelles im Süden und Westen sowie Ceilloux im Westen und Nordwesten.

## Bevölkerungsentwicklung
| Jahr                       | 1962 | 1968 | 1975 | 1982 | 1990 | 1999 | 2006 | 2013 |
| Einwohner                  | 1409 | 1429 | 1408 | 1416 | 1411 | 1350 | 1322 | 1271 |
| Quellen: Cassini und INSEE |      |      |      |      |      |      |      |      |

## Sehenswürdigkeiten
- Wallburgen (Kastralmotten) in Cunlhat, Le Chalard und Ramia
- Schloss Terrol aus dem 15. Jahrhundert
- Schloss Le Verdier aus dem 17. Jahrhundert
- Kirche Saint-Martin

## Persönlichkeiten
- Marie-Louise Bataille (1889–1966), Kunsthistorikerin, Kunstkritikerin, Literatin, Lyrikerin und Übersetzerin
- Maurice Pialat (1925–2003), Regisseur

## Weblinks

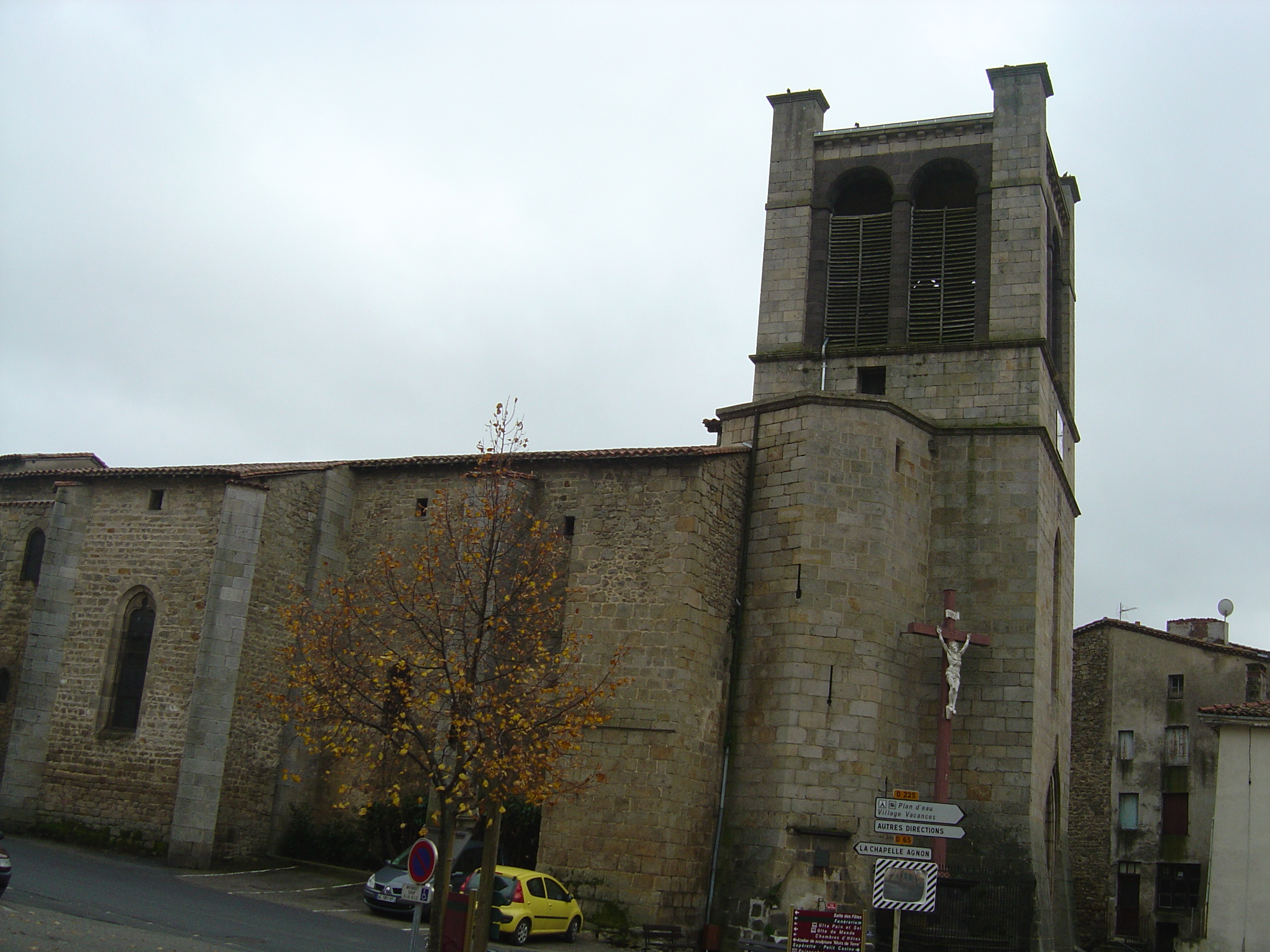
Kirche Saint-Martin, Monument historique seit 1912